# Nittsjö
Nittsjö is een plaats in de gemeente Rättvik in het landschap Dalarna en de provincie Dalarnas län in Zweden. De plaats heeft 62 inwoners (2005) en een oppervlakte van 25 hectare. De plaats 6 kilometer ten noorden van de plaats Rättvik. In de plaats ligt een keramiekfabriek.